# Сафикадин гроб
Сафикадин гроб је култно мјесто и споменик љубави у Бањалуци у који је према неким изворима сахрањена Сафикада (Сафикадуна), дјевојка која је понесена емоцијама одузела себи живот.

## Легенде о Сафикади
Сафикада или Сафикадуна је према неким изворима била унука Ферхат-паше Соколивића, али се она, као и легенда о Сафикади разликују према различитим изворима. Бањалучка легенда о Сафикади говори о дјевојци која је због неостварене љубави према војнику који је служио у оближњој бањалучкој тврђави Кастел одузела себи живот.
Постоје многобројне варијације детаља око легенде о Сафикади. Према неким изворима, Сафикадуна је, због несрећне љубави стала пред топ који је сваког дана салвом означавао подне и тако смртно страдала. Друга легенда говори о Сафикадуни која се оглушила на заповијест аустро-угарског војника о забрани уласка у тврђаву и која је због тог свог пркоса и страдала.
Трећа прича каже да је Сафикадуна била турска дјевојка заљубљена у војника везирске војске, док је, по другима, била кћи часне бањалучке породице, а њен љубавник био је аустријски војник, који је, по мишљењу њене породице, био окупатор и зато забрањен и недостојан Сафикадунине љубави. По тој другој причи, легенда о Сафикадуни пуно је новијег датума. Такође се у многим верзијама наводи да је и војник након Сафикадине смрти такође починио самоубиство, што ову легенду поистовећује са причом о Ромеу и Јулији.

## Сафикадин гроб
Као и легенде о Сафикадуни, тако и мјесто њеног посљедњег пребивалишта није усаглашено. Сафикадунино турбе, које је било дио комплекса Ферхадије, наводно је било мјесто гдје је Сафикада сахрањена. По другој причи, која је и прихваћенија међу Бањалучанима, Сафикадунин гроб налази се недалеко од Ферхадије, у улици која води према Кастелу. Сафикадунино турбе у Ферхадијином комплексу је срушено заједно са Ферхадијом 1993, док њен гроб ближе Кастелу још увијек постоји. Наводни Сафикадунин гроб, који се налази у близини бедема данас служи као пагански олтар бројним заљубљеним душама које на дан заљубљених овдје долазе да запале свијећу или оставити цедуљице с написаном жељом.

### Реконструкција гроба
При реконструкцији Сафикадиног гроба 1987. године, утврђено је да на дубини од једног метра, испод доње ивице спомен гроба, постоји људски костур положен у смеру запад-исток. "Према структури камена, употреби кламфи и обради, као и монументалности надгробне плоче, гроб се може сместити на крај 16. века" писало је у известају археолога Бориса Граљука.

## Степен заштите
У регистру споменика на подручју Града Бањалука постоји приједлог о обнови споменика у оквиру које је планирано уклањање грађевине на коју се споменик ослања, а да се сам споменик реновира и преуреди. Такође, постоји приједлог да се овај споменик прогласи националним.